# نووساراتوفکا

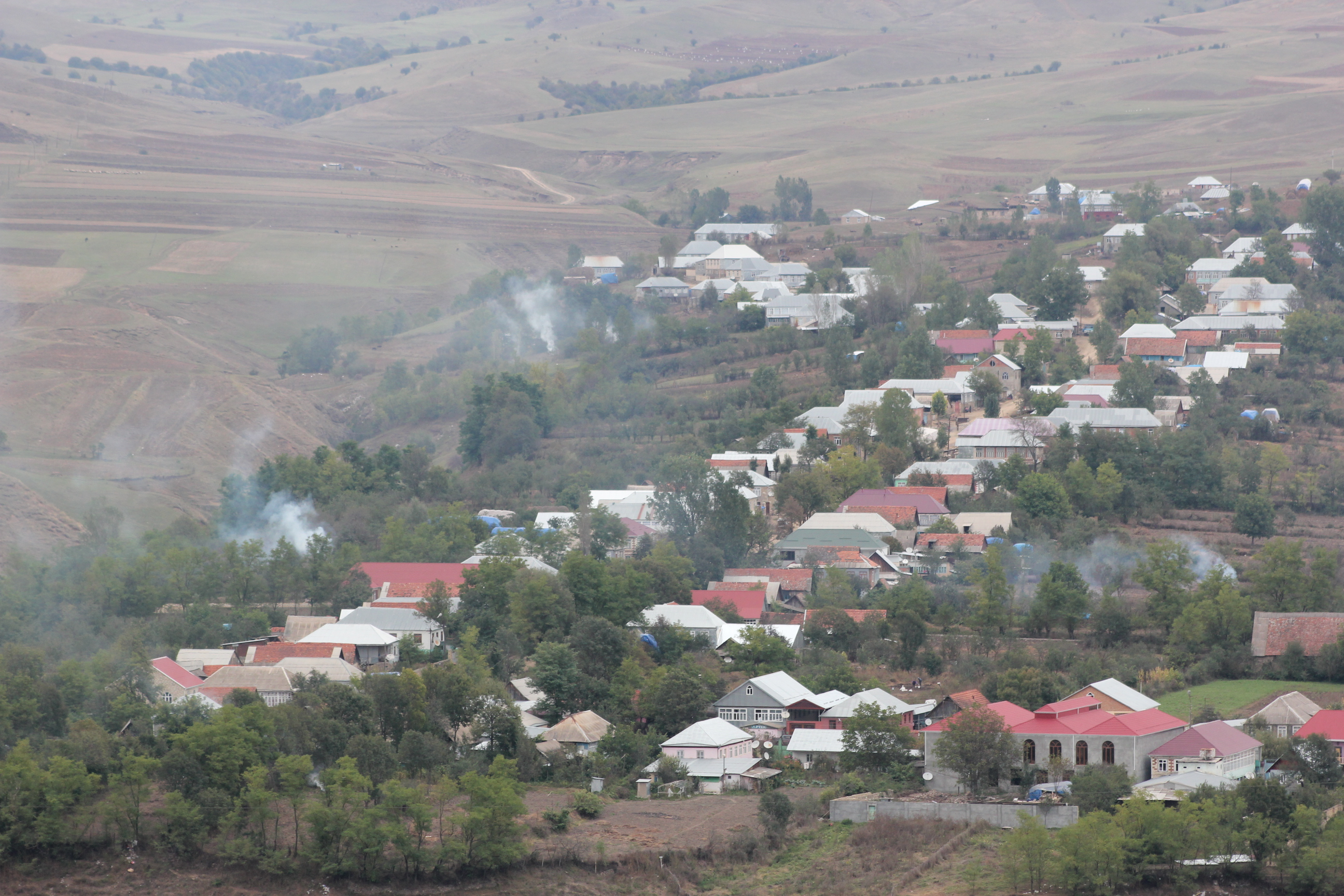
نووساراتوفکا

نووساراتوفکا (به لاتین: Novosaratovka) یک منطقه مسکونی در جمهوری آذربایجان است که در شهرستان گدابیگ واقع شده است. نووساراتوفکا ۲۳۲۸ نفر جمعیت دارد.